# Louise (Bonnie Tyler-dal)
A Louise Bonnie Tyler dala. 2005-ben jelent meg és bekerült Lengyelországban a TOP10-be.

## A dalról
2005-ben Bonnie egy vadonatúj albummal jelentkezett, melynek első slágere a Louise volt. A dalhoz látványos klipet forgattak Tunézia tengerpartján, egy megfeneklett teherszállító hajó gyomrában, illetve egy tengerparton lévő homokbuckán. A hajó remek látványelemnek számít, hiszen a rozsdás szerkezet, a lékeken becsapodó hullámok jó háttérnek bizonyultak. A klip másik fele a szárazföldön készült. A parton lévő homokdomb tetején egy antikolt, vörös selyemkárpittal bevont kanapén játszódik, melyen Bonnie fekszik. A klip bekerült a VH1 40 legjobb videóklipjei közé.
Az albumon az angol mellett francia nyelven is hallható a dal.

## Kislemez

### Louise (Promo single 2005)
| # | Dalcím                  | Zeneszerző                 | Producer   | Hossz |
| - | ----------------------- | -------------------------- | ---------- | ----- |
| 1 | Louise (Album Version)  | P. D. Fitzgerald; B. Tyler | John Stage | 3:48  |
| 2 | Louise (French Version) | P. D. Fitzgerald; B. Tyler | John Stage | 3:45  |

### Louise 2006
| # | Dalcím                                 | Zeneszerző                 | Producer   | Hossz |
| - | -------------------------------------- | -------------------------- | ---------- | ----- |
| 1 | Louise (Album Version)                 | P. D. Fitzgerald; B. Tyler | John Stage | 3:48  |
| 2 | Hold Out Your Heart (Live)             | P. D. Fitzgerald; B. Tyler | John Stage | 4:00  |
| 3 | Louise (Video)                         | P. D. Fitzgerald; B. Tyler | John Stage | 3:40  |
| 4 | Driving Me Crazy (Live Video in Paris) | P. D. Fitzgerald; B. Tyler | John Stage | 3:45  |

## Toplista
| Louise single      | Legjobb helyezés |
| ------------------ | ---------------- |
| Lengyelország      | 7                |
| France Dance Chart | 20               |